# Elezioni generali a Barbados del 2013
Le elezioni generali a Barbados del 2013 si sono tenute il 21 febbraio per il rinnovo della Camera dell’Assemblea di Barbados. In seguito all'esito elettorale, che ha visto la piena vittoria del Partito Laburista Democratico con la conquista della maggioranza assoluta di 16 seggi, Freundel Stuart, espressione del partito, è divenuto Primo Ministro.

## Contesto
Secondo la Costituzione di Barbados, le elezioni devono svolgersi entro cinque anni dalla prima seduta del Parlamento. Le precedenti elezioni generali si sono tenute il 15 gennaio 2008. Dopo lo scioglimento dell’organo legislativo, il Governatore Generale di Barbados deve emettere un mandato di elezioni generali dei membri per la Camera dell'Assemblea delle Barbados e per la nomina dei Senatori al Senato entro 90 giorni.

## Sistema elettorale
I 30 membri della Camera dell'Assemblea sono eletti in collegi elettorali uninominali con un sistema maggioritario a turno unico.

## Risultati
| Liste                            | Voti    | %     | Seggi |
| -------------------------------- | ------- | ----- | ----- |
| Partito Laburista Democratico    | 78 851  | 51,30 | 16    |
| Partito Laburista                | 74 121  | 48,22 | 14    |
| Congresso Democratico del Popolo | 89      | 0,06  | –     |
| Partito Libero Bajan             | 50      | 0,03  | –     |
| Governo Reale di Barbados        | 39      | 0,03  | –     |
| Indipendenti                     | 552     | 0,36  | –     |
| Totale                           | 153 702 | 100   | 30    |